# Bitwa pod Firaz (634)
Bitwa pod Firaz miała miejsce w 634 roku na terenie Mezopotamii. Była to walka między muzułmanami, dowodzonymi przez al-Walida a połączonymi siłami Cesarstwa Bizantyjskiego, Sasanidów i arabskich chrześcijan. Wojska muzułmańskie liczyły około 15 000 żołnierzy, natomiast ich przeciwnicy dysponowali znacznie liczniejszą armią, niektóre źródła podają nawet że dziesięciokrotnie większą, co jest raczej literacką przesadą, mającą podkreślać wojenne przewagi muzułmanów. Bitwa zakończyła się zdecydowanym zwycięstwem al-Walida i umożliwiła mu zajęcie części Mezopotamii. 

## Tło
Pod koniec 633 roku Muzułmanie zdobyli kontrolę nad niemal całą doliną Eufratu. Jedyną twierdzą pozostającą w rękach perskich było Firaz i al-Walid, obawiając się akcji dywersyjnych ze strony tamtejszego garnizonu podjął decyzję o ataku. Wyruszył wraz ze swoimi wojskami i w grudniu stanął pod Firaz. Forteca leżała na granicy bizantyjsko- sasanidzkiej i znajdował się tam również garnizon rzymski, który wobec zagrożenia muzułmańskiego zdecydował się przyjść Persom z pomocą. Do bizantyjczyków dołączyli wyznający chrześcijaństwo Arabowie i dzięki temu ich połączone siły były znacznie liczniejsze od wojsk al-Walida. Bizantyjski dowódca, pewny wygranej wobec zdecydowanej przewagi liczebnej, miał wysłać, utrzymaną w buńczucznym tonie, wiadomość do Arabów w której domagał się bezwarunkowej kapitulacji. Al-Walid miał wówczas powiedzieć, że odpowiedzi na te żądanie udzieli na polu bitwy.

## Bitwa
Al-Walid czekał biernie gdy przeciwnicy przekraczali Eufrat, ale gdy tylko ich przeprawa zakończyła się, wydał muzułmanom rozkaz do ataku. Połączone siły bizantyjsko-perskie miały pozycję podobną do tej co w bitwie pod Mazar i Arabowie przyjęli dokładnie taką samą taktykę co wówczas. Al-Walid związał w walce główne oddziały przeciwnika i atakował go na flankach, odcinając w tym samym czasie możliwość przeprawy przez rzekę. Perskie i bizantyjskie flanki nie wytrzymały ataków Arabskich i zostały rozbite a muzułmanie przeszli wówczas do frontalnej szarży, kŧóra zakończył się totalną klęską przeciwnika i olbrzymimi stratami, ponieważ żołnierze z pokonanych oddziałów nie mieli jak uciec na drugi brzeg. Po bitwie Arabowie zajęli Firaz, zabezpieczając w ten sposób swoje posiadłości w dolinie Eufratu i zyskując bazę wypadową dla przyszłych wypraw na Persję. 